# Hans Bengtsson
Hans Bengtsson, född 1961 i Falun, är en svensk TV- och radioproducent och författare. 
Hans Bengtsson startade tillsammans med vänner den fria teatergruppen Martin Mutter 1984 i Örebro för att därefter 1993 starta produktionsbolaget Bengtsson&Jernudd tillsammans med Mats Jernudd. 
Bengtsson&Jernudd har producerat en rad barnradioproduktioner för Sveriges Radio, P3 och P4: Wilnius Veckomagasin (P4 satir), Kexfabriken (P3 satir), Dramatiska händelser (SR P4 Örebro) och Utvandrarna (P4 Örebro).
För tv producerades Wilnius Veckomagasin (SVT satir), Sommartorpet (SVT fakta/fritid), Nya rum (SVT fakta/fritid), Se om ditt hus (UR), Torsten Ehrenmark (SVT dok)]